# موکون
موکون (به فرانسوی: Meucon) یک کامین در فرانسه است که در Canton of Grand-Champ واقع شده‌است.

## خصوصیات
موکون ۵٫۷۳ کیلومترمربع مساحت و ۱٬۲۶۸ نفر جمعیت دارد.